# (4291) Kodaihasu
(4495) Kodaihasu ist ein Hauptgürtelasteroid, der am 2. November 1989 von Masaru Arai und Hiroshi Mori am Yorii-Observatorium entdeckt wurde.
Der Asteroid erhielt den Namen Kodaihasu („Alter Lotus“) anlässlich des Auskeimens von 2500 bis 3000 Jahre alten Lotussamen, die 1971 in Kemigawa gefunden wurden.